# Fodbold for fan'
Fodbold for fan' var et dansk fodboldmagasin, der blev sendt på TV3+ i sæsonen 2009/10.
Programmet blev præsenteret af Carsten Werge og Per Frimann, som typisk havde en eller to gæster i studiet. Disse personer talte om blandt andet diverse aktuelle fodboldemner samt den taktiske indgang til spillet.
Desuden blev der i programmet vist små, alternative sammendrag af rundens kampe i Superligaen. Programmet indeholdte også flere faste indslag, som fx:
- Gæt a Goal. Konkurrence, hvor pensionerede fodboldspillere genskaber et historisk mål, som seerene skal genkende.
- Telefonjokes. Radioguruen Palle Bo laver telefonfis med en person relateret til Superligaen.

## Medvirkende
| #  | Dato               | Gæster |
| -- | ------------------ | --- |
| 1  | 17. august 2009    | Brian Steen Nielsen (sportschef, AGF) Morten Wieghorst (cheftræner, FC Nordsjælland)                              |
| 2  | 24. august 2009    | Jeppe Curth (angriber, AaB) Thomas Thomasberg (afskediget cheftræner, FC Midtjylland)                             |
| 3  | 31. august 2009    | Sepp Piontek (tidl. landstræner, Danmark) Ove Pedersen (cheftræner, Esbjerg fB)                                   |
| 4  | 14. september 2009 | Kent Nielsen (cheftræner, Brøndby IF) Thomas Helveg (forsvarer, OB)                                               |
| 5  | 21. september 2009 | Jesper Grønkjær (midtbanespiller, F.C. København) Søren Rieks (midtbanespiller, Esbjerg fB)                       |
| 6  | 28. september 2009 | John "Faxe" Jensen (cheftræner, Randers FC) Henrik "Store" Larsen (assistenttræner, Randers FC)                   |
| 7  | 5. oktober 2009    | Peter Madsen (angriber, Brøndby IF) Niclas Jensen (forsvarer, F.C. København)                                     |
| 8  | 19. oktober 2009   | Ståle Solbakken (cheftræner, F.C. København)                                                                      |
| 9  | 2. november 2009   | Flemming Østergaard (Don Ø) (bestyrelsesformand, F.C. København) "Kasi-Jesper" Nielsen (hovedsponsor, Brøndby IF) |
| 10 | 9. november 2009   | Kenneth Perez (angriber, FC Twente)                                                                               |
| 11 | 23. november 2009  | Mike Jensen (midtbanespiller, Brøndby IF) Henrik Jensen (tidl. cheftræner, AC Horsens)                            |
| 12 | 30. november 2009  | Karim Zaza (målmand, AaB) Jesper Christiansen (målmand, F.C. København)                                           |
| 13 | 7. december 2009   | Lars Olsen (cheftræner, OB) Viggo Jensen (assistenttræner, OB)                                                    |
| 14 | 8. marts 2010      | Jakob Poulsen (midtbanespiller, AGF) Martin Vingaard (midtbanespiller, F.C. København)                            |
| 15 | 15. marts 2010     | Thomas Rasmussen (forsvarer, Brøndby IF)                                                                          |
| 16 | 22. marts 2010     | Thomas Christiansen (tidl. angriber)                                                                              |
| 17 | 29. marts 2010     | Claus Bo Larsen (dommer) Jan Hald (tidl. dommer)                                                                  |
| 18 | 12. april 2010     | Johan Absalonsen (midtbanespiller, OB) Kasper Lorentzen (midtbanespiller, Randers FC)                             |
| 19 | 19. april 2010     | Stig Tøfting (assistenttræner, AGF) Bajram Fetai (angriber, FC Nordsjælland)                                      |
| 20 | 26. april 2010     | Allan Simonsen (tidl. midtbanespiller)                                                                            |
| 21 | 3. maj 2010        | Henrik Jensen (cheftræner, Brøndby IF)                                                                            |
| 22 | 10. maj 2010       | Peter Kjær (tidl. målmand)                                                                                        |
| 23 | 17. maj 2010       | Brian "The Beast" Jensen (målmand, Burnley)                                                                       |